# Кондратюк Ігор Васильович

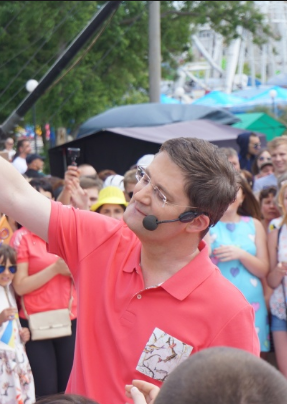
2017 року в Бердянську.

І́гор Васи́льович Кондратю́к (* 14 березня 1962, с. Пригір'я Високопільського району Херсонської області) — український телевізійний ведучий, продюсер, шоумен.

## Життєпис
Народився 14 березня 1962 року у селі Пригір'я Високопільського району Херсонської області. Із золотою медаллю у 1979 році закінчив Каланчацьку середню школу № 1. Жив у Заградівці. У 1984 році закінчив фізичний факультет Київського університету (спеціалізація — оптика твердого тіла). Після закінчення вишу працював науковим співробітником відділу молекулярної біофізики Інституту молекулярної біології та генетики НАН України.
У 1996 році захистив кандидатську дисертацію на тему «Дослідження фізико-хімічної природи елементарних процесів молекулярного розпізнавання методами ЯМР, коливальної спектроскопії та комп'ютерного моделювання» (молекулярна біологія).
Від 1985 року — член клубу «Що? Де? Коли?». Від 1991 року працює на телебаченні. Редактор, шоумен по роботі з публікою та помічник ведучого в програмах «Любов із першого погляду» і «Брейн-ринг» телеканалу «Останкіно» (Москва). Згодом був співорганізатором і ведучим матчів із «Що? Де? Коли?» та «Брейн ринг» зірок України, Білорусі та Росії на УТ-1.
- У 1992—1994 роках вів телегру «5+1» на каналі УТ-3, у 1995—1996 рр. — телегру «Програма передач на завтра» (телеканал УТ-1).
- У 1997—2000 роках був співавтором і ведучим програми «Іграшки для вулиці» на «31 каналі» (Москва).
- З 1999 року та по теперішній час— співавтор (разом з Андрієм Козловим), продюсер і ведучий програми «Караоке на майдані» (телеканали «Інтер», «1+1», «СТБ»), зокрема, 2006 року вів програму «Караоке на Арбаті» на ТВ Центр (Москва).
- У 2001—2006 роках був ведучим і головним редактором телепрограми «Інтелект-шоу LG „Еврика!“» на «Інтері».
- У 2003—2008 роках був продюсером програми «Телевізійний проєкт „Шанс“», співавтором якої він є.
- У 2006 році був продюсером проєктів «Зірковий дует» та «Teen-ринг» на «Інтері».[4]

У 2007 році був автором і продюсером програми «Американський шанс» на «1+1», зйомки якої відбувалися в Лос-Анджелесі (США).
- В 2007 році зі скандалом пішов з «Інтера», після того як його програма «Караоке на Майдані» 15 липня 2007 року вперше за 8 років свого існування вийшла в повторі (замість 447-ого випуску, який знімали в Дніпропетровську, вийшов 446-ий з Харкова). Ведучий вважає, що програму прибрали за рішенням керівництва каналу, яке не хотіло продовжити контракт з ним щодо подальшого показу цих програм («Шанс» та «Караоке на Майдані»). Після зустрічі з керівництвом каналу (Ганною Безлюдною і Сергієм Созановським) нові випуски цієї програми ще виходили на «Інтері» до 29 липня, а вже з 5 серпня — «Караоке на Майдані» почало виходити на «1+1».

В інтерв'ю газеті «Бульвар Гордона» ведучий розповів, що останньою краплею для нього стало те, що варто йому було вийти за двері офіс «Інтера», про нього забували, як про занудливу муху, коли та нарешті вилетить.
|  | Два місяці мене переконували: не хвилюйся, з твоїми проєктами все буде у повному порядку, папери підпишемо, не питання! Але вартувало мені вийти за двері, як про Кондратюка одразу же забували, ніби про занудливу муху, коли вже та нарешті відлітає. При цьому керівництво не втомлювалось нагадувати: «Цих людей з передачі необхідно прибрати, ось такі-от моменти переробити, а ось це нам і взагалі не потрібно». Я 155-й раз пояснював причини, через які не можу погодитись із нововведеннями. Ось так і розвивались події: з одної сторони, мені прямо нічого не говорили, з іншої — робили усе, щоб я пішов добровільно. |

Про Безлюдну він казав, що з нею неможливо спілкуватися на професійному рівні, як, наприклад, з його сином-першокласником про вищу математику
- Навесні 2009 року разом із Владом Ямою та Славою Фроловою став суддею шоу «Україна має талант!» на телеканалі «СТБ».
- З вересня 2010 по грудень 2015 року у проєкті телеканалу «СТБ» став суддею вокального талант-шоу «Ікс-Фактор». Єдиний з українських суддів, кому вдалося доводити своїх підопічних до суперфіналу шоу у п'яти сезонах з шести: (Марія Рак (ХФ1), Олег Кензов (ХФ2), Євген Литвінкович (ХФ3), Аїда Ніколайчук (ХФ3), гурт «Тріода» (ХФ4) та Костя Бочаров (ХФ6). Аїда Ніколайчук та Костя Бочаров стали переможцями «Х-фактору». Що цікаво — обидва вони є корінними одеситами.
- Повернувся в Х-фактор у 10-му сезоні. Був наставником категорії «Дівчата», і втретє привів свою підопічну — Еліна Іващенко — до перемоги у Х-факторі!
- Більше, ніж Ігор Кондратюк, у якості судді-наставника, приводив до перемог своїх підопічних лише Саймон Ковелл (Simon Cowell) — автор телефраншизи X-factor. Який був 4 рази наставником переможців у двох країнах — Великій Британії та США

З 21 вересня 2020 року по 25 липня 2021 — ведучий авторського вечірнього шоу «Кондратюк у понеділок» на «5 каналі»
Із лютого по квітень 2022 року евакуювався із Києва і жив із дружиною у Львові.
14 березня 2022 року російські військові обстріляли будинок Ігоря Кондратюка під Києвом.

## Особисті відомості
«Караоке на майдані» — програма, яка виходить щонеділі з 17 січня 1999 року (рекордна тривалість на українському телебаченні). Знято понад 1000 випусків цього шоу. Програма знімалася у 70-ти містах та селах України і світу.
Ігор Кондратюк — єдиний український телеведучий, який вів одну й ту ж програму в різних країнах двома мовами (Україна — «Караоке на майдані», українська, Росія — «Караоке на Арбате», російська).
У період з 2004 по 2012 рік продюсував переможців проєкту «Шанс» Віталія Козловського (випустив 5 альбомів («Холодная ночь» (2005), «Нерозгадані сни» (2006), «Красота-разлука» (2007), «Тільки кохання» (2009), «20 UA» (2011), Наталію Валевську (альбоми «Отпусти» (2006), «Без тебя» (2007), Павла Табакова (альбом «Тільки ти моя» (2007)), Олександра Воєвуцького, Олесю Киричук та Інну Воронову. Був співпродюсером (разом з Юрієм Нікітіним) першого альбому гурту «Авіатор» «В эфире» (2005).
В 2012 році приймає рішення розірвати стосунки з Віталієм Козловським. За версією Музвар випадок артиста з продюсером увійшов до ТОП-5 найвідоміших випадків розриву взаємин у музичній індустрії України.

### Відзнаки
- «Кришталева сова» телеклубу «Що? Де? Коли?»[3] (Москва).

Володар шести нагород «Телетріумф», зокрема:
- «Караоке на Майдані» — найкраща ігрова програма (2003 рік), найкраща музична програма (2008);
- «Еврика!» — найкраща програма для дітей (2003 рік);
- «ШАНС» — найкраща ігрова програма (2004), найкраща розважальна програма (2006), найкраща музична програма (2007).
- Переможець міжнародного конкурсу «Фаворити Успіху — 2005» в номінації «Ведучий шоу-програм року»[8].

За допомогу територіальній обороні отримав від командувача силами ТРО генерал-майора ЗСУ Ігора Танцюри почесну нагороду «Щит ТРО» (2022).

## Сім'я
Одружений із Олександрою Городецькою, виховує трьох дітей: синів Сергія та Данила, доньку Поліну.